# Agathia conviridaria
Agathia conviridaria là một loài bướm đêm trong họ Geometridae.